# Aeschynanthus stenosepalus
Aeschynanthus stenosepalus är en tvåhjärtbladig växtart som beskrevs av Anthony. Aeschynanthus stenosepalus ingår i släktet Aeschynanthus och familjen Gesneriaceae. Inga underarter finns listade i Catalogue of Life.